# Anne Claude de Caylus
Anne-Claude-Philippe de Tubières-Grimoard Levieux de Pestels de Lévis conegut popularment com a comte de Caylus (París, 31 d'octubre de 1692 - 5 de setembre de 1765) va ser un antiquari francès, proto-arqueòleg i home de lletres. Fou comte de Caylus, marquès d'Esternay i baró de Bransac.
Era el fill gran del Tinent-General Anne de Tubières, comte de Caylus. La seva mare, Marthe-Marguerite (nascuda) Levieux Valois de Villette de Mursay, comtessa de Caylus (1673-1729), era la filla del vicealmirall Philippe Levieux, marquès de Villette-Mursay.
Sent un jove, Caylus es va distingir en les campanyes de l'exèrcit francès, des de 1709 fins a 1714. Després de la  pau de Rastatt (1714) va passar algun temps viatjant per Itàlia, Grècia, el Llevant, Anglaterra i Alemanya i va dedicar gran atenció a l'estudi i el col·leccionisme d'antiguitats. Es va convertir en membre actiu de l'Acadèmia Reial de Pintura i Escultura i de l'Académie des Inscriptions. Entre les seves principals obres dedicades a les antiguitats estan la profusament il·lustrada Recueil d'antiquités égyptiennes, étrusques, grècques, romaines et gauloises (6 vols., París, 1752-1755), del que van beure tots els dissenyadors d'art neoclàssic durant la resta del segle. El seu Numismata Aurea Imperatorum Romanorum, només tracta de l'encunyació d'or dels emperadors romans, els que mereixen ser col·leccionats per un grand seigneur. La seva concentració sobre l'objecte en si, va marcar el pas cap als moderns coneixedors i en la seva Mémoire (1755) amb el mètode de pintura a l'encàustica, l'antiga tècnica de pintar amb cera com un medi esmentat per Plini el Vell, va afirmar haver redescobert el mètode. Diderot, que no era amic de Caylus, va mantenir que el mètode adequat havia estat trobat per J.B. Bachelier.
Caylus va ser un admirable gravador i va copiar moltes pintures dels grans mestres. Va fer que es realitzessin gravats a costa seva, de les còpies de Bartoli d'antics quadres i va publicar Nouveaux sujets de peinture et de sculpture (1755) i Tableaux tirés de l'Iliade, de l'Odyssée, et de l'Enéide (1757).
Va animar a artistes les reputacions dels quals encara s'estaven formant, i es va fer amic de l'aficionat col·leccionista de dibuixos i gravats Pierre-Jean Mariette quan Mariette només tenia vint-i-dos anys, però el seu mecenatge va ser una cosa capriciosa. Diderot va expressar aquest fet en un epigrama en el seu Saló de París de 1765: «La mort nous a délivré du plus cruel des amateurs».Caylus tenia un altre aspecte del seu caràcter. Tenia un gran coneixement dels aspectes de pitjor reputació de la vida parisenca, i va deixar un gran nombre d'històries més o menys enginyoses que van tractar d'ella. Van ser recopilades (Amsterdam, 1787) com les seves Œuvres badines complètes. La millor d'elles és la Histoire de M. Guillaume, cocher (c. 1730). Els seus Contes, rondant entre els contes de fades francesos i les fantasies orientals, entre l'encant convencional i la sàtira moral, han estat recopilats i publicats el 2005.